# Daperria accola
Daperria accola är en insektsart som beskrevs av Rehn, J.A.G. 1957. Daperria accola ingår i släktet Daperria och familjen gräshoppor. Inga underarter finns listade i Catalogue of Life.